# Gammel Køge Landevej
Gammel Køge Landevej var i gammel tid vejen fra København til Køge (en del af Hovedvej 2), (og derfra kunne man rejse videre til Vordingborg, Nykøbing F og Maribo). Dengang hed den blot Køgevej. Den blev omlagt i Valby-Hvidovre-området i 1720'erne, så den fulgte den rute, den stort set har i dag. Enkelte steder er den kystnære ruteføring senere forenklet ved hjælp af dræning og opfyldning, mest udtalt mellem Vallensbæk og Ishøj, hvor den før gik over Vejlebro (broen over vejlerne).
Gammel Køge Landevej er i dag (2017) en del af Sekundærrute 151, og strækker sig fra Toftegårds Plads i Valby i nord til mellem Vallensbæk og Ishøj, hvor den møder Ringvej 3, og går over i Ishøj Strandvej.

## Historie
Køgevejen blev omlagt i Valby–Hvidovre-området i 1720'erne, så den fulgte den rute, den stort set har i dag. Ved omlægningen i 1720'erne kom den til at passere over Harrestrup Å ved Flaskekroen, (der hvor Vigerslevparken ligger i dag). Stedet kaldes Flaskebroen. Vejens beskaffenhed gjorde den langsomt fremkommelig, så kroerne lå forholdsvis tæt. De næste kroer mod Køge var Fedtekroen i Vallensbæk, Jægerkroen i Ishøj, Lopholms Kro og Korporalskroen ved Karlslunde samt Skillingskroen ved Jersie Strand.